# Kele Okereke
Kelechukwu Rowland Okereke (* 13. Oktober 1981 in Liverpool) ist ein britischer Musiker, Sänger und Gitarrist. Okereke ist Frontmann und Sänger der Rockband Bloc Party und seit 2010 auch als Solokünstler unter dem Künstlernamen Kele aktiv.

## Leben

### Jugend
Okereke wurde 1981 in Liverpool geboren und wuchs in einer katholischen igbo-nigerianischen Familie in London auf.  Seine Mutter arbeitete als Hebamme, sein Vater war Molekularbiologe. Während seines Studiums der Anglistik am King’s College London lernte er seinen späteren Bandkollegen Russell Lissack kennen. Nachdem er 2001 von zu Hause auszog, machte er die Bekanntschaft mit Gordon Moakes und Matt Tong. Gemeinsam gründeten die vier 2003 die Band Bloc Party.

### Erfolge mit Bloc Party
2005 schaffte Bloc Party mit dem Debütalbum Silent Alarm den Durchbruch und feierte internationale Erfolge. Auch die Nachfolgealben A Weekend in the City und Intimacy waren überaus erfolgreich. Insbesondere die sehr persönlichen Texte Okerekes gelten als Markenzeichen der Band. Im Laufe der Jahre wurden zu den reinen Rock-Elementen in der Musik mehr und mehr elektronische Komponenten in die Stücke eingebaut. Im Oktober 2009 gaben die Bandmitglieder bekannt, dass sie vorerst eine längere Pause einlegen und sich mit der Arbeit am vierten Album Zeit lassen wollen. Als Grund gab die Band an, sich erst einmal verschiedenen Soloaktivitäten widmen zu wollen. 2012, 2016 und 2022 erschienen weitere Alben der Band, wenn auch letztere mit veränderter Besetzung.

### Solokarriere
Bereits 2009 erschien auf dem Album Kaleidoscope des niederländischen DJs Tiësto der Titel It's Not the Things You Say, der einen Gastauftritt Okerekes beinhaltete. Am 14. Juni 2010 erschien die Singleauskopplung Tenderoni aus dem eine Woche später veröffentlichten ersten Soloalbum The Boxer. Die Wahl des Albumtitels begründet Okereke mit den Worten

„As a boxer, you have to rely on nobody else but yourself to achieve what it is you want to achieve. Even though you take hits, you have to keep focus on your priorities and keep going. I thought that was an inspiring image.“

Auf dem Album sind kaum noch typische Elemente der Rockmusik zu finden. Okereke beschreibt die Arbeiten am Album als „befreiende Erfahrung“. Rockmusik langweile ihn mittlerweile, doch in der elektronischen Musik sei „Alles […] plötzlich wieder spannend.“. Eine Wiederbelebung von Bloc Party schien daher lange unsicher. Am 16. August 2010 erschien die zweite Single Everything You Wanted, die dritte Single On the Lam folgte im November 2010 ausschließlich als Download.
Im November 2011 veröffentlichte Okereke die EP The Hunter, vorab erschien die Single What Did I Do, die er gemeinsam mit Sängerin Lucy Taylor einspielte. Nach einigen Gastauftritten in Songs anderer Künstler, die zum Teil auch als Single veröffentlicht wurden, und der Veröffentlichung eines neuen Bloc-Party-Albums 2012 kündigte Okereke für Oktober 2014 sein zweites Solo-Album Trick an. Dieses erschien am 13. Oktober 2014, als Singles wurden die Songs Doubt, Coasting und Closer ausgekoppelt.
Am 6. Oktober 2017 erschien Okerekes drittes Soloalbum Fatherland. Dieses veröffentlichte er unter seinem vollen Namen Kele Okereke, als Grund gab er an, eine klare Abgrenzung zu seinen bisherigen Soloalben machen zu wollen. Die Musik auf diesem Album enthielt keinerlei elektronische Anleihen mehr, sondern ist eher dem Genre „Folk-Pop“ zuzuordnen. Vorab wurden die Titel Streets Bern Talkin'  und Yemaya vorgestellt.

## Persönliches
Im März 2010 outete sich Okereke in dem Magazin BUTT als homosexuell. Wenige Monate später wurde er von der Musikseite lp33.tv zum Sexiest Out Gay Male Artist gewählt. Er lebt zurzeit in Shoreditch, London. Mit seinem Partner und der Hilfe einer Leihmutter bekam Okereke im Dezember 2016 eine Tochter.

## Diskografie

### Alben
- 2010: The Boxer (Wichita Recordings)
- 2014: Trick (Lilac Records)
- 2017: Fatherland (BMG)
- 2019: Leave to Remain (Soundtrack Album)
- 2019: 2042 (Kola)
- 2021: The Waves Pt. 1 (Kola)
- 2023: The Flames Pt. 2 (Kola)
- 2025: "The Singing Winds, Pt. 3"

### EPs
- 2011: The Hunter (Wichita Recordings)
- 2013: Heartbreaker (Crosstown Rebels)
- 2014: Candy Flip (Crosstown Rebels)

### Singles
- 2010: Tenderoni
- 2010: Everything You Wanted
- 2010: On the Lam
- 2011: What Did I Do
- 2014: Doubt
- 2014: Coasting
- 2014: Closer
- 2017: Yemaya
- 2017: Streets Been Talkin’
- 2017: Grounds for Resentment (feat. Olly Alexander)
- 2017: Do You Right
- 2018: Not the Drugs Talking
- 2019: Jungle Bunny
- 2019: Between Me and My Maker
- 2019: Guava Rubicon
- 2020: Melanin
- 2021: The Heart of the Wave
- 2021: Smalltown Boy
- 2021: Nineveh
- 2021: From a Place of Love
- 2021: W.A.I.S.T.D
- 2022: Vandal
- 2023: True Love Knows No Death
- 2023: Someone to Make Me Laugh

### Gastauftritte und Featurings
- 2005: Believe auf Push the Button von The Chemical Brothers
- 2009: It's Not the Things You Say auf Kaleidoscope von Tiësto
- 2011: Ready 2 Go auf SMASH von Martin Solveig
- 2011: Step Up auf Blue Songs von Hercules and Love Affair
- 2013: Turn It Around auf Torus von Sub Focus
- 2013: Let Go auf Don't Talk To von Remix Artist Collective
- 2014: Faith auf Samson & Delilah von VV Brown
- 2014: The One mit Sable
- 2020: Won't Give Up mit Ejeca